# 香港史前時期
香港史前時期的考古研究指出，香港的人類活動可以追溯至39,000至35,000年前的舊石器時代，脊椎動物的活動更可以追溯至侏羅紀時期。

## 舊石器時代
考古學家在西貢區企嶺下海黃地峒發現舊石器時代晚期的石器製造場遺址，以及6,000多件文物。經年代測定，顯示該遺址在距今35000年至39000年前便已出現。這個遺址最先於2003年由一名商人首先發現，他在黃地峒海灘檢拾了一些石頭回家，發現它們有明顯人為加工的痕跡。經專家鑑證，證實它們是史前人類的石器，遂於2004年11月到12月展開考古挖掘。據估計，企嶺下海當時應該為一個河谷，當時居民則居住於赤門及大鵬灣一帶，但至今仍未有進一步發現。

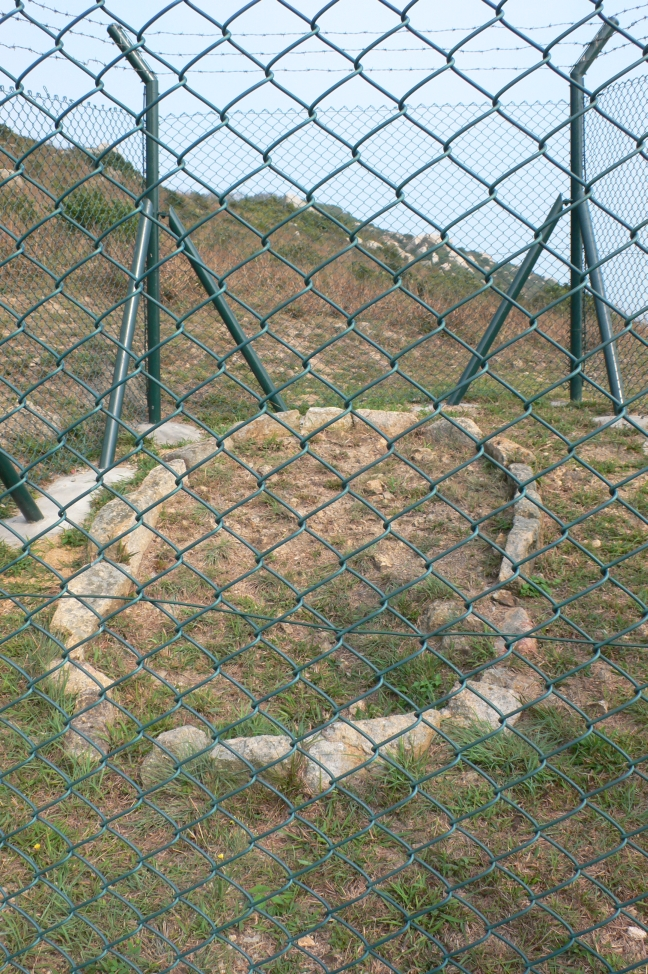
分流的石圓環是石器時代晚期的遺跡之一

黃地峒石器製造場遺址內，石器之多為中國各地同類遺址中屬少見。而石器種類則與東南亞發現的相似，引證智人由非洲經東南亞遷徙至中原（北方）地方，而非經中亞入來，黃地峒正處於遷徙路線之上。同時亦印證DNA地圖中所指，中國人之基因來自珠三角一帶而製造場估計一直使用至新石器時代中期。
在該個舊石器時代遺址被發現前，學界普遍認為香港的歷史只能追溯至前4千年（6,000年前）的新石器時代。
18,000到17,000年前，受寒冷氣候影響，香港一帶的海平面比現時低120至130米，整個香港及大鵬灣均為陸地。但隨著氣候轉變，海平面不斷上升，淹沒了原有的廣闊平原，造就出現今的地貌與生態，在香港一帶居住的人類逐漸適應這種巨大變化。

## 新石器時代
香港現時仍現存有不少公元前4千年至前2千年的新石器時代遺址。1931年，第一位踏足赤鱲角的考古學家施戈斐侶在該島發現了一件新石器時代的生活工具──石錛。這次新石器時代的發掘表明本地文化與中國北方包括龍山文化的石器時代文化是有分別的。1950年代，香港大學考古隊在大嶼山、赤鱲角和南丫島已發掘出陶器、石製和青銅的捕魚工具和兵器，風格與珠江三角洲一帶的大灣文化相似。當時香港一帶屬於百越部族的居住地之一。
至1980年代末，香港各地已有約100個考古遺址，當中大多與新石器時代有關。1990年代起，隨著香港進行大量基建工程，工程展開前有不少考古發現。1997年6月至11月，馬灣東灣仔北發現有二十座新石器時代晚期至青銅器時代早期墓葬，其中15個有人骨遺骸，當中7個遺骸完整。經研究得知，遺骸屬亞洲蒙古人種，並有熱帶地區人種特徵。1999年至2002年期間，蠔涌、掃管笏及西貢沙下均發現新石器時代和青銅器時代的遺物與遺蹟。
龍鼓洲在香港新石器時代中晚期（公元前4000-1500）已經有人類活動，屬於大灣文化的遺址之一。雖然面積只有0.38平方公里，但發現石器、彩陶、夾砂陶、白陶。研究者認為，其島嶼上僅在八月、九月有溪澗提供食水，其他月份要從島外自帶食水，因而推斷銅鼓洲是季節性聚居地。

## 青銅器時代
元朗區西部白泥村陳家園遺址於1997年5月被發現，該遺址原為一塊菜地，以該土地為陳姓的菜園而得名，於1999年展開發掘工作，遺址面積廣大，南北長320米，東西寬60米，包含兩個文化層。上文化層出土的遺址有工棚柱洞4個、灶址9庭、1座長方形沙丘淺坑墓及3座窯址，墓址內人骨已全朽，有隨葬陶器5件及石錛1件，相信是距今約3,500多年，相當於中原地區商代的廣東青銅器時代的早期文化遺存。下文化層出土的主要是陶器及石器，完整的陶器及石器多達200多件。相信距今約4,000多年，約相當於中原地區的夏代。

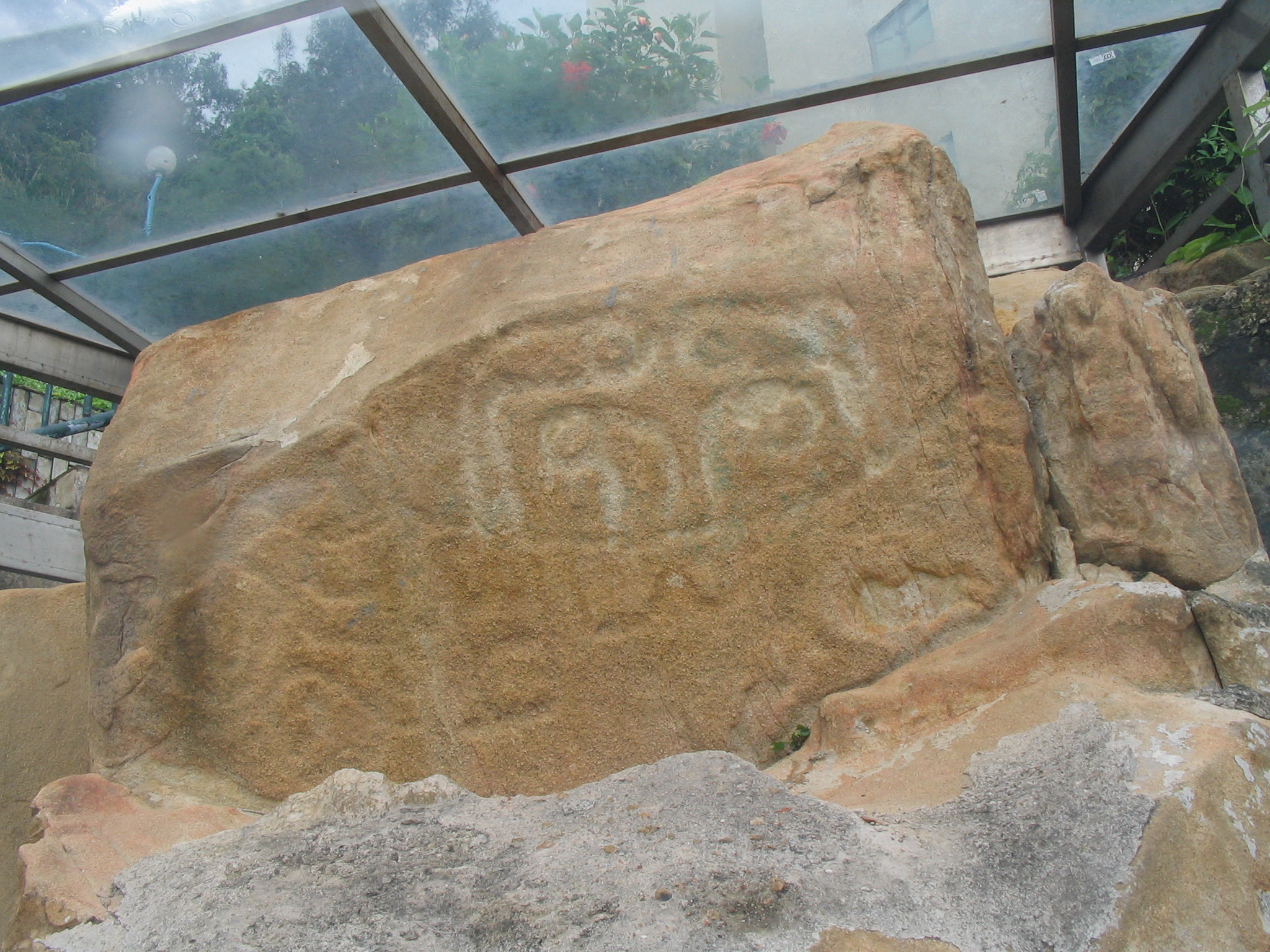
長洲的石刻是青銅時代的遺跡之一

前2千年至前1千年，香港一帶初期受東南沿海的原始文化影響，後期中原商代的青銅文化傳入。至前1千年前，香港一帶屬於古越文化的地盤，籠罩於戰爭氣氛中。此時期香港沿海地區出現不少水晶飾物的製作工場，交換珠江三角洲腹地生產的硬陶。現時八處石刻已在東龍洲、滘西洲、蒲台島、黃竹坑、長洲、大嶼山的石壁、香港島的大浪灣和西貢的龍蝦灣被發現。這些面向大海的石刻被認為與生活在相當於商朝的香港先民祭祀天氣和祈求風平浪靜有關。及後於2018年10月在黑角頭也發現石刻。
雖然香港一帶在青銅時代並未有廣泛使用青銅器，但也發掘出以青銅製造的刀、箭鏃、戈、魚鈎及空銎斧。赤鱲角過路灣、大嶼山東灣與沙螺灣，以及南丫島大灣與沙埔村，均發掘出鑄造青銅器的石範。
周夷王八年（前887年），春秋時期的楚國國王為促進嶺南地區的百越居民與嶺北居民的文化交流，在廣州設置了「楚庭」，使香港一帶與中原(嶺北)地區有更深入的接觸，惟至戰國時期結束之前，中原(嶺北)各政權並沒有對嶺南及香港一帶有實際的控制。另一方面，1930年代有考古發現，顯示與前6世紀至前3世紀戰國時代時香港鄰近廣東地區的文化有關聯。
至秦朝征服嶺南地區的時間，嶺南地區被认为处于青銅時代初期；所以人口合理地稀少。在秦朝征服嶺南地區的時間，嶺南总人口被估计为最多十万。

## 相關古蹟
- 東龍洲石刻
- 蒲台島石刻
- 黃竹坑石刻
- 長洲石刻
- 石壁石刻
- 大浪灣石刻
- 龍蝦灣石刻
- 黑角頭石刻
- 滘西洲石刻
- 分流石圓環

### 引用
1. ↑  港現「侏羅紀公園」 （页面存档备份，存于） 《東方日報》 2015年4月1日
2. ↑  蔡兆浚. . 香港地方志. 2022-01-12. （原始内容存档于2024-05-20） （中文（繁體））.
3. ↑  港現舊石器製造場 嶺南或為我發源地 （页面存档备份，存于），人民網，2006年2月17日
4. ↑  二零零五至零六年度申請香港特區政府資助考古調查計畫書及預算 的存檔，存档日期2007-09-28.，香港考古學會，2005年7月
5. ↑  香港西貢黃地峒遺址2005年度第一次正式發掘簡報 的存檔，存档日期2007-09-28.，香港考古學會，2006年
6. ↑  香港考古學會簡介 的存檔，存档日期2007-03-11.，香港考古學會
7. ↑  淺談生態環境的變化與文化形成和發展的關係 （页面存档备份，存于），中國評論學術出版社
8. 1 2 3  考古發現 （页面存档备份，存于），《香港年報2005》，香港政府新聞處
9. ↑  林錦源在1999年10月的學術演講－《赤鱲角考古發展史》
10. ↑  《香港文物》，古物古蹟辦事處，1992年版，18頁及19頁
11. ↑  .   [2017-04-16]. （原始内容存档于2017-04-17）. （页面存档备份，存于）
12. ↑  .   [2017-08-04]. （原始内容存档于2018-01-21）. （页面存档备份，存于）
13. ↑  鄧聰、黃韻璋：《大灣文化試論》，載鄧聰：《南中國及鄰近地區古文化研究：慶祝鄭德坤教授從事學術活動六十週年論文集》，397頁。
14. ↑  . 優質教育基金研究計劃.   [2009-12-02]. （原始内容存档于2010-01-10） （中文（香港））. （页面存档备份，存于）
15. ↑  鄧聰，考古與香港尋根 （页面存档备份，存于），新亞生活月刊，第32卷第6期，2005年
16. ↑   (PDF).   [2017-04-16]. （原始内容存档 (PDF)于2017-04-16）. （页面存档备份，存于）
17. ↑  .   [2006-10-29]. （原始内容存档于2006-11-05）. （页面存档备份，存于）
18. ↑  .   [2006-10-29]. （原始内容存档于2006-10-15）. （页面存档备份，存于）
19. ↑  .   [2023-04-20]. （原始内容存档于2022-04-06）. 紋飾刻在天然露頭一處頗平坦的風化石面上，呈幾何及曲線圖案，與本港青銅器時代器物，以及其他八處石刻十分相似。當中尤以黑角頭、大浪灣及東龍洲三處石刻的位置和紋飾最相近，風格上或可成一小組。透過研究黑角頭石刻與其他石刻在風格和空間上的相互關係，或可揭示本港早期沿海地區族群興旺的盛況。 （页面存档备份，存于）
20. ↑  .   [2006-07-16]. （原始内容存档于2018-01-30）. （页面存档备份，存于）
21. ↑  付祥喜; 陈淑婷. . 广州大学学报（社会科学版）. 2017年4月, 第16卷 (第4期): 84至91页.

### 書籍
- 蕭國健，《香港古代史》，台灣商務，ISBN 9622318606
- 蕭國健，《寶安歷史研究論集》，顯朝書室
- 蕭國健、林天蔚，《香港前代史論集》，台灣商務印書館：岫廬文庫

## 連接
- 香港考古學會 （页面存档备份，存于）
- 古物古蹟辦事處——陶器與石製文物選粹
- 古物古蹟辦事處——青銅文物選粹 （页面存档备份，存于）
- 舊石器時代晚期遺址在港發現 （页面存档备份，存于）
- 六千年前的「香港人」 （页面存档备份，存于）
- 香港年報2004：考古發現[永久]
- 二Ｏ一二年三月二十二日 古物諮詢委員會第一五八次會議會議記錄附件B （页面存档备份，存于）
- 香港浸會大學:本港發現三萬年歷史遺址 考古專家籲政府加強保護
- 香港中文大學: 考古學者鄧聰的論文全文 （页面存档备份，存于）

75. 考古與香港尋根(2005) (後半部)
43. 東亞玦飾四題 (2000) - 香港史前玉器作坊, 在玉器製作技術傳播上的位置
56. 東亞出土樹皮布石拍的考古學考察 (2003) - 香港在樹皮布技術傳播過程上的位置
59. 香港吐露港丫洲的考古收獲(2003) - 結論部分勾勒了新界史前考古的成積